# Namae wa, Mada Nai
«Namae wa, Mada Nai» (名前は、未だ無ひ。) es el primer sencillo realizado por la banda de J-Rock A9. Fue lanzado al mercado el 5 de julio de 2004.

## Lista de canciones
1. «Time Machine» (タイムマシン)
2. «Merou ni Shizunde» (メロウに沈んで)
3. «Hana Ichi Monme» (華一匁)